# Schmusetuch
Das Schmusetuch, Schnuffeltuch oder Kuscheltuch ist ein gängiges und verbreitetes Übergangsobjekt (engl. Transitional Object, siehe Winnicott). Es handelt sich meist um ein großes Taschentuch oder eine kleine Decke, ist teilweise mit Aufnähten versehen oder mit einem Stofftier kombiniert und hilft Säuglingen oder Kleinkindern vor allem dabei, die Abwesenheit der Bezugsperson zu akzeptieren, in die Selbständigkeit zu finden, sich zu beruhigen und in den Schlaf zu finden. Ein solches Schmusetuch ist wie Schnuller oder Kuscheldecke stark mit Gefühlen belegt. Beim (Ein-)Schlafen befindet es sich häufig unmittelbar am Mund des Kindes, weshalb der Duft des Tuches mit seinen gewohnten Geruchsmerkmalen eingeatmet wird und vertrautheitsstiftend wirkt.
Die Abgrenzung zur Kuscheldecke ergibt sich vor allem aus der Größe des Gegenstands und der Eigenschaft, dass es nicht für das Zudecken genutzt wird.
Bekannt sind die Begrifflichkeiten Schmusetuch oder Schnuffeltuch besonders durch die Comicserie Peanuts bzw. der Fernsehserie Sesamstraße.
Teilweise werden Schmusetücher – vergleichbar etwa mit Stofftieren – auch über das Kindesalter hinaus genutzt.